# Ariston Bautista
Ariston Bautista (ur. 22 lutego 1863, zm. 3 marca 1928) – filipiński lekarz i filantrop.

## Życiorys
Urodził się w manilskim Santa Cruz, jako syn Mariano A. Bautisty oraz Teresy Limpingco. Pochodził z majętnej rodziny, co pozwoliło mu podjąć studia medyczne w Hiszpanii. Tytuł doktora nauk medycznych otrzymał na madryckim Universidad Central. Po zakończeniu nauki przez jakiś czas podróżował po Europie. Podobnie jak wielu innych przedstawicieli ówczesnej filipińskiej elity wstąpił w szeregi wolnomularstwa, dołączając do loży Nilad. Zaangażował się również w działalność ruchu na rzecz głębokich reform politycznych na wciąż pozostających kolonialną posiadłością Hiszpanii Filipinach.
Po wybuchu rewolucji filipińskiej z 1896 aresztowany, został niemniej szybko zwolniony. Zasiadał w ławach filipińskiego Kongresu w okresie istnienia walczącego najpierw z Hiszpanami później zaś z Amerykanami filipińskiego rządu rewolucyjnego. Nauczał też na Universidad Cientifico Literaria de Filipinas. Od 1907 był wykładowcą medycyny na College of Medicine and Surgery. Stale uzupełniał swą wiedzę medyczną, kształcił się dodatkowo w Stanach Zjednoczonych oraz we Francji. Stał się z czasem jednym z zaledwie kilku filipińskich specjalistów w zakresie chorób płuc.
Był szeroko znany ze swojej działalności dobroczynnej i filantropijnej. Niezamożnych czy wręcz ubogich pacjentów leczył najczęściej za darmo. Znaczące dochody, które przynosiła mu należąca doń fabryka przeznaczał w części na wsparcie zdolnych rodaków. Sfinansował zatem europejskie studia Fabiana de la Rosy, edukację skrzypka Ernesto Vallejo czy studia medyczne specjalizującego się w chorobach układu nerwowego Eliasa Domingo. Wspierał też w podobny sposób studia architektoniczne Juana Nakpila, syna sekretarza pierwszego przywódcy rewolucji filipińskiej Andresa Bonifacio. 
Cieszył się dużą rozpoznawalnością jako zasłużony dla kraju patriota, który miał osobiste kontakty z postaciami kluczowymi dla zrozumienia historii Filipin. Pomoc ostatniemu z wymienionych wyżej uczniów miała dla niego zresztą znaczenie osobiste i nie wynikała jedynie z pobudek ideowych czy z troski o formację intelektualną kolejnych pokoleń. Matką Nakpila była bowiem Gregoria de Jesus, muza Katipunanu, najważniejszej filipińskiej organizacji narodowowyzwoleńczej oraz siły napędowej rewolucji z 1896. Kobieta uznawała Bautistę za członka rodziny i przez pewien czas korzystała nawet z jego gościny pomieszkując w rezydencji filantropa.
Bautista kierował Bankiem Rolnym, był także członkiem rozmaitych filipińskich stowarzyszeń medycznych. Jego dom w manilskim Quiapo stał się miejscem przechowywania bogatych zbiorów filipińskiej sztuki. W miejscu jego narodzin wzniesiono drobny upamiętniający go monument ufundowany przez państwowy National Historical Institute.